# 柔側帶雅羅魚
柔側帶雅羅魚（學名：Telestes beoticus）為輻鰭魚綱鯉形目雅羅魚科的其中一種，被IUCN列為瀕為保育類動物，分布於歐洲希臘的基菲索斯河和阿索波斯河流域，體長可達13公分，棲息在水質清澈的河川及湖泊中上層水域，成小群活動，以浮游生物、昆蟲和小魚為食，因棲地破壞導致數量減少。